# Pfalz D.VIII
Die Pfalz D.VIII war ein von den Pfalz-Flugzeugwerken hergestelltes Jagdflugzeug der deutschen Fliegertruppe aus der Endphase des Ersten Weltkriegs.

## Entwicklung
Das 15-köpfige Ingenieurteam der Firma Pfalz unter Oberingenieur Rudolph Geringer arbeitete bereits seit November 1917 an elf verschiedenen Entwürfen mit dem Ziel, diese am ersten Vergleichsfliegen in Berlin-Adlershof vorzustellen. Erfahrene Frontflieger sollten hierbei die vorgestellten Prototypen zahlreicher Hersteller umfangreichen Tests unterziehen und durch ihr Gutachten entscheiden, welche Maschinen in Produktion gegeben werden sollten.
Die Pfalz-Werke präsentierten aus der Reihe ihrer Entwürfe die mit Umlaufmotoren ausgerüsteten Prototypen Pfalz D.VI (110 PS Le-Rhône), Pfalz D.VII und die gegenüber ihren sehr kompakten Schwestern etwas verlängerte Pfalz D.VIII, beide mit 160-PS-Siemens-Halske-Motoren, die aber als unzuverlässig galten und ein sehr leichtflüssiges Spezialöl benötigten.
Insgesamt konnten sich die Pfalz-Baumuster weder im Januar, noch beim zweiten Vergleichsfliegen im Mai/Juni 1918, bei dem Pfalz erneut die D.VIII vorstellte, gegen den Favoriten Fokker D.VII durchsetzen. Trotzdem wurde eine kleinere Serie in Auftrag gegeben.

## Einsatz
Nur wenige der 120 gebauten D.VIII gelangten in den Fronteinsatz. Eine dieser Maschinen erhielt Paul Bäumer bei der Jasta Boelcke.

### Leistungsvergleich
Leistungsvergleich von Jagdeinsitzern im Fronteinsatz zum Ende des Ersten Weltkriegs:
| Name                   | Staat                  | Erstflug   | Indienststellung | Motorleistung | max. Geschwindigkeit | Startmasse | Bewaffnung (MG) | Gipfelhöhe | Stückzahl |
| ---------------------- | ---------------------- | ---------- | ---------------- | ------------- | -------------------- | ---------- | --------------- | ---------- | --------- |
| Albatros D.III         | Deutsches Reich        | 01.08.1916 | 15.01.1917       | 170 PS        | 165 km/h             | 886 kg     | 2               | 5.500 m    | 1352      |
| S.E.5a                 | Vereinigtes Königreich | 22.11.1916 | 15.03.1917       | 200 PS        | 222 km/h             | 880 kg     | 2               | 5.185 m    | 5205      |
| Sopwith Camel          | Vereinigtes Königreich | 31.12.1916 | 15.06.1917       | 130 PS        | 185 km/h             | 659 kg     | 2               | 5.791 m    | 5490      |
| Sopwith Dolphin        | Vereinigtes Königreich | 23.03.1917 | 15.02.1918       | 200 PS        | 211 km/h             | 890 kg     | 2               | 6.100 m    | 2072      |
| Albatros D.Va          | Deutsches Reich        | 15.04.1917 | 15.07.1917       | 185 PS        | 187 km/h             | 937 kg     | 2               | 6.250 m    | 2562      |
| Pfalz D.IIIa           | Deutsches Reich        | 15.04.1917 | 15.08.1917       | 180 PS        | 181 km/h             | 834 kg     | 2               | 6.000 m    | 750       |
| SPAD S.XIII            | Frankreich             | 30.04.1917 | 31.05.1917       | 220 PS        | 222 km/h             | 820 kg     | 2               | 6.650 m    | 8472      |
| Nieuport 28            | Frankreich             | 14.06.1917 | 15.03.1918       | 160 PS        | 195 km/h             | 740 kg     | 2               | 5.200 m    | 300       |
| Fokker Dr.I            | Deutsches Reich        | 05.07.1917 | 01.09.1917       | 130 PS        | 160 km/h             | 585 kg     | 2               | 6.500 m    | 420       |
| Sopwith Snipe          | Vereinigtes Königreich | 31.10.1917 | 30.08.1918       | 230 PS        | 195 km/h             | 955 kg     | 2               | 6.100 m    | 497       |
| L.F.G. Roland D.VIa    | Deutsches Reich        | 30.11.1917 | 15.05.1918       | 160 PS        | 190 km/h             | 820 kg     | 2               | 5.500 m    | 353       |
| Siemens-Schuckert D.IV | Deutsches Reich        | 31.12.1917 | 15.08.1918       | 160 PS        | 190 km/h             | 735 kg     | 2               | 8.000 m    | 123       |
| Fokker D.VII           | Deutsches Reich        | 24.01.1918 | 15.04.1918       | 180 PS        | 189 km/h             | 910 kg     | 2               | 6.000 m    | 800       |
| Fokker D.VIIF          | Deutsches Reich        | 24.01.1918 | 15.04.1918       | 226 PS        | 205 km/h             | 910 kg     | 2               | 7.000 m    | 200       |
| Pfalz D.VIII           | Deutsches Reich        | 24.01.1918 | 15.09.1918       | 160 PS        | 190 km/h             | 740 kg     | 2               | 7.500 m    | 120       |
| Pfalz D.XII            | Deutsches Reich        | 31.03.1918 | 15.07.1918       | 160 PS        | 180 km/h             | 902 kg     | 2               | 5.640 m    | 750       |
| Fokker D.VIII          | Deutsches Reich        | 31.05.1918 | 31.07.1918       | 110 PS        | 204 km/h             | 605 kg     | 2               | 6.300 m    | 289       |

## Technische Daten
| Kenngröße                 | Pfalz D.VIII                                |
| ------------------------- | ------------------------------------------- |
| Besatzung                 | 1                                           |
| Länge                     | 5,65 m                                      |
| Spannweite                | 7,50 m                                      |
| Höhe                      | 2,85 m                                      |
| Flügelfläche              | 17,20 m²                                    |
| Leermasse                 | 560 kg                                      |
| Startmasse                | 740 kg                                      |
| luftgekühlter Umlaufmotor | Siemens & Halske Sh.III mit 160 PS (118 kW) |
| Höchstgeschwindigkeit     | 190 km/h                                    |
| Steigzeit auf 1000 m      | 2 min                                       |
| Steigzeit auf 3000 m      | 7:48 min                                    |
| Steigzeit auf 5000 m      | 15:36 min                                   |
| Dienstgipfelhöhe          | 7500 m                                      |
| Reichweite                | 255 km                                      |
| Bewaffnung                | 2 MG                                        |

## Erhaltene Flugzeuge
Im Deutschen Technikmuseum Berlin wird derzeit das letzte erhaltene Exemplar einer Pfalz D.VIII restauriert. Diese Maschine gelangte im Jahr 1920 als Beutestück nach Italien und befand sich bis 2000 in der Sammlung des Museo dell’aeronautica Gianni Caproni in Trento.